# HD47756
HD47756 — хімічно пекулярна зоря спектрального класу B8, що має видиму зоряну величину в смузі V приблизно  6,5.
Вона  розташована на відстані близько 1802,0 світлових років від Сонця.

## Пекулярний хімічний вміст
Зоряна атмосфера HD47756 має підвищений вміст 
Si
.